# Тензор Баха
В дифференциальной геометрии и ОТО тензор Баха — тензор ранга 2, который конформно инвариантен в размерности n=4. В абстрактных индексах тензор Баха записывается
{\displaystyle B_{ab}=P_{cd}{{{W_{a}}^{c}}_{b}}^{d}+\nabla ^{c}\nabla _{a}P_{bc}-\nabla ^{c}\nabla _{c}P_{ab}}
где W — тензор Вейля, и P тензор Шутена выражается через тензор Риччи r и скалярную кривизну s как
{\displaystyle P_{ab}={\frac {1}{n-2}}\left(\mathrm {r} _{ab}-{\frac {\mathrm {s} }{2(n-1)}}g_{ab}\right)}.